# Diamonds Are Forever (roman)
Diamonds Are Forever is het vierde James Bondboek van de Engelse schrijver Ian Fleming. Het boek werd uitgegeven in 1956 en in 1971 verfilmd met Sean Connery als James Bond. De Nederlandse titel van dit boek is Doden voor diamanten.

## Verhaal
Diamonds Are Forever begint in Frans-Guinee met een gevecht van een schorpioen. Op diezelfde plek begint er een pijpleiding waarmee diamanten het land uit gesmokkeld worden. Een plaatselijke tandarts betaalt mijnwerkers die diamanten meesmokkelen tijdens hun controle. De tandarts geeft de diamanten door aan een Duitse helikopterpiloot, die de diamanten naar Parijs brengt, van waaruit ze naar Londen gaan.
In Londen vertelt M James Bond over diamanten, en geeft hem de opdracht een diamantensmokkel uit te zoeken van diamanten die uit Afrika vermoedelijk naar de Verenigde Staten worden gesmokkeld. De MI6 moet dit op verzoek van Scotland Yard stoppen, omdat de Amerikaanse politie niet meewerkt. Bond moet als eerst naar een diamantenwinkel in Londen van Rufus B Saye, omdat daar de gesmokkelde diamanten van afkomstig zouden zijn. Nadat Bond (onherkenbaar gemaakt met grime) Saye heeft ontmoet vertrekt hij onder de naam Peter Franks naar een hotel in Londen waar hij iemand van de smokkelorganisatie ontmoet genaamd Tiffany Case. Zij geeft de diamanten door aan de volgende smokkelaar, na over de telefoon te zijn ingelicht door de onbekende "ABC". Bond krijgt van haar dus de diamanten die hij moet gaan smokkelen naar Shady Tree in New York. Voor hij vertrekt ontdekt hij middels een brief uit Washington dat Rufus B. Saye een allias is van Jack Spang, de broer van de directeur van de Spangled Mob, Serrafimo Spang. 
Als Bond zijn smokkeltaak heeft uitgevoerd moet hij nog uitbetaald worden en hiervoor moet hij naar Saratoga Springs vertrekken. Daar moet hij bij een paardenrace bieden op het paard Shy Smile. Later ontmoet hij in New York zijn oude vriend, voormalig CIA-agent Felix Leiter, (nu een Pinkerton-agent). Leiter onderzoekt het valsspelen bij de paardenwedren, en waarschuwt Bond dat de Spangled Mob een van de gevaarlijkste bendes van de Verenigde Staten is. Hij heeft later die avond een diner met Tiffany Case dat niet bepaald romantisch eindigt. Later vertrekt Bond met Leiter naar Sartoga waar hij biedt op Shy Smile, maar de boel is nu zo geregeld dat het paard verliest. De jockey wordt gestraft door Wint en Kidd, de topmoordenaars van de Spangled Mob. 
Nu Bonds paard verloren heeft, heeft hij ook een voorwendsel om dieper in de smokkelring te infiltreren. Hij eist via de telefoon bij Shady Tree dat hij betaald moet worden. Hij krijgt van Tree de opdracht om naar het Tiara-hotel in Las Vegas te vertrekken, waar hij tijdens een spelletje blackjack betaald zal worden. Hij ontmoet daar een vriend van Leiter, de chauffeur Ernie Cureo, die hem naar zijn verblijf brengt.
's Avonds moet Bond het bij blackjack opnemen tegen Tiffany. Bond wint en krijgt het geld, maar daarna blijft hij, tegen zijn bevel in, doorgokken. Een dag later, als Bond in Cureo's taxi door Las Vegas rijdt, worden ze aangevallen door Serrafimo Spangs mannen, waarbij Cureo om het leven komt. Bond wordt meegenomen naar Spang en Tiffany, waar hij ontdekt dat de pijpleiding eindigt in de woestijn van Nevada: in Spangs verlaten Western-stadje Spectreville. Vervolgens wordt hij met een trein mee genomen, waar Wint en Kidd hem martelen. Tiffany weet Bond hieruit te redden. Spang zet met zijn trein de achtervolging in, maar Bond slaagt erin de trein te doen ontsporen. Bovendien weet hij Spang nog voor de trein verongelukt neer te schieten. 
Hierna worden Bond en Tiffany beiden gered door Felix Leiter, die hen meeneemt naar Los Angeles. Vandaar gaan ze terug naar New York, om met de Queen Elizabeth terug naar Londen te varen. Wint en Kidd zijn echter ook aan boord, geholpen door het feit dat Bond en Tiffany hun gezichten nog nooit gezien hebben, en slagen erin om Tiffany gevangen te nemen. Bond redt haar en dood de twee, waarna hij de zaak zo in scène zet dat het lijkt alsof de een de ander heeft neergeschoten en daarna zichzelf.
Als Bond terugkeert naar Londen ontdekt men dat Jack Spang dezelfde was als ABC, en vertrokken is naar Sierra Leone om de pijpleiding te sluiten. Bond volgt hem. Kort nadat Spang de tandarts aan het begin van de smokkellijn heeft vermoord, schiet Bond zijn helikopter uit de lucht.

## Verschillen met het boek en de film
- In de film was De Spangled Mob niet de vijandige organisatie maar SPECTRE. Het hoofd van SPECTRE, Ernst Stavro Blofeld, is in de film de grote vijand en de gebroeders Spang zijn nooit in de Bondfilms verschenen.
- Ook de plannen van de vijand waren veranderd, namelijk dat het in de film ging over een ruimte satelliet die bestaat uit de gesmokkelde diamanten van Blofeld die alles kon verwoesten met een laser.
- De kleur haar van Tiffany Case was in het boek blond, maar in de film had zij echter rood haar
- In de film werden Wint & Kidd aan het einde vermoord, in het boek was het echter Jack Spang die in het einde om het leven kwam.
- Shady Tree werd niet door Wint & Kidd vermoord in het boek.
- De tandarts werd in de film vermoord door Wint & Kidd met een schorpioen, in het boek werd hij echter vermoord door Jack Spang aan het einde.
- Wint & Kidd werden in het boek simpel neergeschoten. In de film verbrandde Mr. Kidd en sprong de oceaan in. Mr Wint werd in de oceaan gegooid en opgeblazen.
- Het Bondmeisje Plenty O'Toole en de handlangers Bambi & Thumper kwamen niet voor in het boek.
- In het boek moet hij de diamanten ophalen in Londen en in de film in Amsterdam.
- In het boek neemt Bond weliswaar de plaats van de smokkelaar Peter Franks in, maar wekt hij de indruk dat James Bond zijn ware naam is. In de film doet Bond zich volledig voor als een ander; als hij Franks in een gevecht uitschakelt verwisselt Bond de portefeuilles zodat Franks voor Bond aangezien wordt door Tiffany.